# Francisco Ferreira
Francisco Flaminio Ferreira Romero (Atyrá, Paraguay, 17 de septiembre de 1970) es un exfutbolista paraguayo. Se desempeñaba en la posición de delantero.Participó con la Selección Paraguaya de Fútbol, en los Juegos Olímpicos de Barcelona 1992.Además participó de las eliminatorias para el Mundial Francia 98 y Japón y Corea 2002.De su paso por el extranjero,en el FC Valence de Francia,Deportes La Serena de Chile,Millonarios de Colombia y Universitario de Lima Perú fueron los países donde tuvo mejor potencia goleadora.En el fútbol paraguayo fue dos voces mayor goleador del torneo.En el año 1993 jugando por el Sportivo Luqueño marcó 15 goles y en 2000 por Cerro Porteño marcó 23 goles.Se retiró de la carrera profesional en el 2005.Actualmente se dedica a la Intermediación de Futbolistas como agente FIFA.

## Biografía
Empezó su carrera deportiva en el club Cerro Porteño (Atyrá) y luego pasó a formarse en las divisiones inferiores del club Sportivo Luqueño, donde debutó en el año 1989 a los 19 años. En el año 1990, luego de haber jugado un semestre en el equipo profesional del Sportivo Luqueño, fue transferido al Olympique de Valence de Francia, donde jugó por 2 temporadas (1990/91 20 goles)1991/92 19 goles). 
El segundo semestre del año 1992 jugó por el Veracruz F. C. de México sin demostrar la fama de goleador que lo precedía. En la temporada 1993 retornó al Sportivo Luqueño y en ese año salió goleador del fútbol paraguayo con 15 goles. En el año 1994, fue transferido al Olimpia donde jugó el campeonato local y la Copa Libertadores de América. En la temporada 1994/95, jugó en el club Banfield de Argentina. En la temporada 1995/96, retornó al Sportivo Luqueño donde disputó la final del Torneo Apertura de 1996 con Guaraní. Entre el año 1995 y 96 marcó 18 goles para el Luqueño.
En el año 1997 fue transferido al Universitario de Lima, Perú donde disputó el torneo local y la Copa Merconorte llegando a marcar 18 goles.En 1998 vistío la camiseta de Los Millonarios FC de Colombia donde jugó aparte del torneo local, la Copa Merconorte (14 goles). En el año 1999 jugó para el club Deportes La Serena llegando a marcar 15 goles. 
Después de un par de años retorna al Paraguay en el club Cerro Porteño donde juega el campeonato local y logra el título de máximo goleador del año (23 goles). También ese mismo año disputó la Copa Libertadores de América y la Copa Mercosur (4 goles).
En el 2001 fue transferido al Pachuca CF de México donde jugó un semestre sin poder demostrar su calidad y retornando a Cerro Porteño para la temporada 2001/02 (13 goles) y logra el campeonato absoluto con Cerro Porteño. 
En el segundo semestre del 2002 retorna a su club de origen, el Sportivo Luqueño donde jugó hasta el final de la temporada (5 goles).
En el 2003 jugó para el Oriente Petrolero de Bolivia, donde marcó un total de 16 goles. 
En 2004 juega para el The Strongest también de Bolivia, el torneo local y la copa Libertadores de América (8 goles). Su último año de carrera profesional jugó para el Alianza Atlético de Sullana de Perú, logrando 2 goles en la Copa Sudamericana porque no estaba habilitado por cupo de extranjero para jugar el campeonato local. Luego pasó al club César Vallejo CF, Perú, donde cerró su carrera profesional.
Por la selección de fútbol de su país disputó los Juegos Olímpicos de Barcelona 1992 y participó en la selección nacional mayor para la clasificación de Francia 1998 (1 partido), Paraguay vs Perú, y la etapa clasificatoria para Corea y Japón 2002. 
En el año 2004 se recibió como Director Técnico Superior en Fútbol en la E.N.E.F. (Escuela Nacional de Educación Física). Fue asistente técnico de Víctor Genes en el Macará de Ambato (Ecuador) en el 2007. En el 2008 ascendió a primera división con el club Rubio Ñu como Gerente Deportivo, siendo el D. T. Francisco Arce y los gerenciadores Carlos Gamarra y Rubén Ruíz Díaz, La Bomba. En agosto del 2011 fue designado por la APF (Asociación Paraguaya de Fútbol) como Gerente Deportivo de la Selección Nacional hasta junio del 2012.En el 2014 fue Gerente Deportivo del Club  Cerro Porteño hasta el 2015.En el 2019 fue Gerente Deportivo de Atyrá FC en la división Intermedia,Club de su ciudad natal.Actualmente se dedica en la Intermediación de Futbolistas como agente FIFA.

## Clubes
| Club                    | País      | Año       |
| ----------------------- | --------- | --------- |
| Sportivo Luqueño        | Paraguay  | 1989-1990 |
| Olympique de Valence    | Francia   | 1990-1992 |
| Sportivo Luqueño        | Paraguay  | 1992-1993 |
| Olimpia                 | Paraguay  | 1994      |
| Banfield                | Argentina | 1994      |
| Veracruz F. C.          | México    | 1995      |
| Sportivo Luqueño        | Paraguay  | 1995-1996 |
| Universitario           | Perú      | 1997      |
| Millonarios             | Colombia  | 1998      |
| Deportes La Serena      | Chile     | 1999      |
| Cerro Porteño           | Paraguay  | 2000-2001 |
| Pachuca                 | México    | 2001      |
| Cerro Porteño           | Paraguay  | 2002      |
| C. D. Oriente Petrolero | Bolivia   | 2003      |
| The Strongest           | Bolivia   | 2004      |
| Alianza Sullana         | Perú      | 2005      |
| César Vallejo C. F.     | Perú      | 2005      |

## Estadísticas

### Clubes
| Club                                 | Div.          | Temporada     | Liga  | Liga  | Liga   | Copas | Copas | Copas  | Internacional | Internacional | Internacional | Total | Total | Total  | Media goleadora |
| Club                                 | Div.          | Temporada     | Part. | Goles | Asist. | Part. | Goles | Asist. | Part.         | Goles         | Asist.        | Part. | Goles | Asist. | Media goleadora |
| ------------------------------------ | ------------- | ------------- | ----- | ----- | ------ | ----- | ----- | ------ | ------------- | ------------- | ------------- | ----- | ----- | ------ | --------------- |
| Olympique de Valence Francia         | 2.ª           | 1990-91       | 5     | 0     | 0      | —     | —     | —      | —             | —             | —             | 5     | 0     | 0      | 0.14            |
| Olympique de Valence Francia         | 2.ª           | 1991          | 4     | 0     | 0      | —     | —     | —      | —             | —             | —             | 4     | 0     | 0      | 0.21            |
| Olympique de Valence Francia         | Total club    | Total club    | 9     | 0     | 0      | 0     | 0     | 0      | 0             | 0             | 0             | 9     | 0     | 0      | 0.18            |
| Sportivo Luqueño Paraguay            | 1.ª           | 1992          | 21    | 7     | 1      | —     | —     | —      | —             | —             | —             | 21    | 7     | 1      | 0.19            |
| Sportivo Luqueño Paraguay            | 1.ª           | 1993          | 29    | 13    | 7      | —     | —     | —      | 3             | 3             | 0             | 32    | 16    | 7      | 0.25            |
| Olimpia Paraguay                     | 1.ª           | 1994          | 7     | 3     | 1      | —     | —     | —      | 3             | 1             | 0             | 10    | 4     | 1      | 0               |
| Olimpia Paraguay                     | Total club    | Total club    | 7     | 3     | 1      | 0     | 0     | 0      | 3             | 1             | 0             | 10    | 4     | 1      | 0               |
| Banfield Argentina                   | 1.ª           | 1994          | 12    | 2     | 1      | —     | —     | —      | —             | —             | —             | 12    | 2     | 1      | 0               |
| Banfield Argentina                   | Total club    | Total club    | 12    | 2     | 1      | 0     | 0     | 0      | —             | —             | —             | 12    | 2     | 1      | 0               |
| Tiburones Rojos de Veracruz · México | 1.ª           | 1995          | 7     | 2     | 0      | 1     | 0     | 0      | —             | —             | —             | 8     | 2     | 0      | 0.00            |
| Tiburones Rojos de Veracruz · México | Total club    | Total club    | 7     | 2     | 0      | 1     | 0     | 0      | —             | —             | —             | 8     | 2     | 0      | 0.14            |
| Sol de América Paraguay              | 1.ª           | 1995          | 15    | 6     | 3      | —     | —     | —      | —             | —             | —             | 15    | 6     | 3      | 0.49            |
| Sol de América Paraguay              | 1.ª           | 1996          | 17    | 11    | 6      | —     | —     | —      | 2             | 0             | 0             | 19    | 11    | 6      | 0.34            |
| Sol de América Paraguay              | Total club    | Total club    | 58    | 25    | 10     | 8     | 3     | 0      | 0             | 0             | 0             | 34    | 17    | 9      | 0.42            |
| Universitario de Deportes · Perú     | 1.ª           | 1997          | 28    | 9     | 10     | —     | —     | —      | 3             | 1             | 2             | 31    | 10    | 12     | 0.25            |
| Universitario de Deportes · Perú     | Total club    | Total club    | 28    | 9     | 10     | 0     | 0     | 0      | 3             | 1             | 2             | 31    | 10    | 12     | 0.25            |
| Millonarios de Bogotá · Colombia     | 1.ª           | 1998          | 30    | 8     | 7      | —     | —     | —      | 2             | 2             | 0             | 32    | 10    | 7      | 0.34            |
| Millonarios de Bogotá · Colombia     | Total club    | Total club    | 30    | 8     | 7      | —     | —     | —      | —             | —             | —             | 32    | 10    | 7      | 0.34            |
| Deportes La Serena · Chile           | 1.ª           | 1999          | 29    | 15    | 6      | 0     | 0     | 0      | —             | —             | —             | 29    | 15    | 6      | 0.26            |
| Deportes La Serena · Chile           | Total club    | Total club    | 29    | 15    | 6      | 0     | 0     | 0      | —             | —             | —             | 29    | 15    | 6      | 0.26            |
| Cerro Porteño Paraguay               | 1.ª           | 2000          | 30    | 23    | 5      | —     | —     | —      | 11            | 4             | 2             | 41    | 27    | 7      | 0.00            |
| Cerro Porteño Paraguay               | 1.ª           | 2001          | 6     | 3     | 1      | —     | —     | —      | 7             | 0             | 0             | 13    | 3     | 1      | 0.20            |
| Pachuca · México                     | 1.ª           | 2001          | 14    | 0     | 4      | —     | —     | —      | —             | —             | —             | 14    | 0     | 4      | 0               |
| Pachuca · México                     | Total club    | Total club    | 14    | 0     | 4      | 0     | 0     | 0      | —             | —             | —             | 14    | 0     | 4      | 0               |
| Cerro Porteño Paraguay               | 1.ª           | 2002          | 19    | 2     | 3      | —     | —     | —      | 5             | 1             | 1             | 24    | 3     | 4      | 0               |
| Cerro Porteño Paraguay               | Total club    | Total club    | 14    | 0     | 1      | 0     | 0     | 0      | —             | —             | —             | 78    | 33    | 12     | 0               |
| Sportivo Luqueño Paraguay            | 1.ª           | 2002          | 16    | 3     | 2      | —     | —     | —      | —             | —             | —             | 16    | 3     | 2      | 0               |
| Sportivo Luqueño Paraguay            | Total club    | Total club    | 14    | 0     | 1      | 0     | 0     | 0      | —             | —             | —             | 69    | 26    | 11     | 0               |
| Oriente Petrolero · Bolivia          | 1.ª           | 2003          | 18    | 13    | 7      | —     | —     | —      | 6             | 1             | 0             | 24    | 14    | 7      | 0               |
| Oriente Petrolero · Bolivia          | Total club    | Total club    | 18    | 13    | 7      | 0     | 0     | 0      | —             | —             | —             | 24    | 14    | 7      | 0               |
| The Strongest · Bolivia              | 1.ª           | 2004          | 8     | 4     | 4      | —     | —     | —      | 4             | 1             | 2             | 12    | 5     | 6      | 0               |
| The Strongest · Bolivia              | Total club    | Total club    | 8     | 4     | 4      | 0     | 0     | 0      | 4             | 1             | 2             | 12    | 5     | 6      | 0               |
| 12 de Octubre Paraguay               | 1.ª           | 2004          | 8     | 3     | 1      | —     | —     | —      | —             | —             | —             | 8     | 3     | 1      | 0               |
| 12 de Octubre Paraguay               | Total club    | Total club    | 8     | 3     | 1      | 0     | 0     | 0      | —             | —             | —             | 8     | 3     | 1      | 0               |
| Alianza Atlético · Perú              | 1.ª           | 2005          | 12    | 2     | 1      | —     | —     | —      | 3             | 2             | 0             | 15    | 4     | 1      | 0               |
| Alianza Atlético · Perú              | Total club    | Total club    | 12    | 2     | 1      | 0     | 0     | 0      | 3             | 2             | 0             | 15    | 4     | 1      | 0               |
| Universidad César Vallejo · Perú     | 1.ª           | 2005          | 11    | 2     | 3      | —     | —     | —      | —             | —             | —             | 11    | 2     | 3      | 0               |
| Universidad César Vallejo · Perú     | Total club    | Total club    | 11    | 2     | 3      | 0     | 0     | 0      | —             | —             | —             | 11    | 2     | 3      | 0               |
| Total carrera                        | Total carrera | Total carrera | 282   | 98    | 26     | 27    | 8     | 1      | 0             | 0             | 0             | 401   | 148   | 82     | 0.34            |

## Palmarés

### Campeonatos nacionales
| Título              | Equipo        | País     | Año  |
| ------------------- | ------------- | -------- | ---- |
| Campeón Absoluto    | Cerro Porteño | Paraguay | 2001 |
| División Intermedia | Rubio Ñu      | Paraguay | 2008 |

### Distinciones individuales
| Distinción                                         | Año  |
| -------------------------------------------------- | ---- |
| Máximo goleador de la Primera División de Paraguay | 1993 |
| Máximo goleador de la Primera División de Paraguay | 2000 |